# Shugo Chara! Song Best
Singles
Shugo Chara! Song Best (しゅごキャラ!ソング♪ベスト) est un album compilation des chansons servant de génériques d'ouverture à la série anime Shugo Chara (et sa deuxième saison Shugo Chara!! Doki) et à l'émission dérivée Shugo Chara! Party (et son segment Shugo Chara!!! Dokki Doki), interprétées par les groupes Guardians 4, Shugo Chara Egg! et Buono!.

## Présentation
L'album sort le 10 mars 2010 au Japon sur le label Pony Canyon. Il atteint la 84e place du classement Oricon. Il sort également dans une édition limitée avec une pochette différente et un DVD en supplément. Tous les titres de l'album sauf le dernier (une reprise d'un des titres par les trois groupes réunis) étaient déjà parus sur les singles des trois groupes sortis entre 2007 et 2010 : en "faces B" de deux singles de Buono! (Honto no Jibun et Kiss! Kiss! Kiss!), en "faces A" des deux singles de Shugo Chara Egg! (Minna no Tamago et Shugo Shugo!), et en "faces A" et "B" des quatre singles de Guardians 4 (Omakase Guardian, School Days, Party Time / Watashi no Tamago, et Going On!, dont les "faces B" sont interprétées par Shugo Chara Egg).

## Titres
CD
1. Arigatō ~Ōkiku Kansha~ (ありがとう ~大きくカンシャ!~?) (par Shugo Chara Egg! ; thème de Shugo Chara!!! Dokki Doki)
2. GOING ON (par Guardians 4 ; thème de Shugo Chara! Party!)
3. Watashi no Tamago (わたしのたまご?) (par Shugo Chara Egg! ; thème de Shugo Chara!!! Dokki Doki)
4. PARTY TIME (par Guardians 4 ; thème de Shugo Chara! Party!)
5. School Days (Shugo Chara Egg! Version) (しゅごキャラエッグ! Version?) (par Shugo Chara Egg!)
6. School Days (par Guardians 4 ; thème de Shugo Chara!! Doki)
7. Omakase Guardian (Shugo Chara Egg! Version) (おまかせ♪ガーディアン (しゅごキャラエッグ! Version)?) (par Shugo Chara Egg!)
8. Omakase Guardian (おまかせ♪ガーディアン?) (par Guardians 4 ; thème de Shugo Chara!! Doki)
9. Shugo Shugo! (しゅごしゅご!?) (par Shugo Chara Egg! ; thème de Shugo Chara!! Doki)
10. Minna no Tamago (みんなのたまご?) (par Shugo Chara Egg! ; thème de Shugo Chara!! Doki)
11. Minna Daisuki (みんなだいすき?) (par Buono! ; thème de Shugo Chara!)
12. Kokoro no Tamago (こころのたまご?) (par Buono! ; thème de Shugo Chara!)
13. Arigatō ~Ōkiku Kansha!~ (Guardians 4・Shugo Chara Egg!・Buono! ver.) (ありがとう ~大きくカンシャ!~...?)

DVD de l'édition limitée
1. Shugo Chara Party! Non-telop Opening Eizou (「しゅごキャラパーティー！」ノンテロップ　オープニング映像?) : PARTY TIME / Going On!
2. Shugo Chara Egg! Shugo Chara Party! Mikoukai NG Shuu (しゅごキャラエッグ!「しゅごキャラパーティー！」未公開・NG集?)
3. TV Spot Shuu (テレビスポット集?) : Going On! / PARTY TIME / School Days / Omakase Guardian / Shugo Shugo! / Minna no Tamago